# Uxul
Uxul (en maya: "el final") es una zona arqueológica de la cultura maya localizada al sur del estado de Campeche en México al interior de la selva de la Reserva de la Biosfera de Calakmul, la cual constituyó una antigua ciudad maya de extenso tamaño con gran poder político y bélico, cuya edificación se remonta al periodo preclásico. El sitio contiene construcciones con arquitectura monumental integrados por diversos grupos arquitectónicos, estelas y monumentos tallados con inscripciones jeroglíficas, un juego de pelota además de numerosas tumbas mayas con osamentas y objetos funerarios. La ciudad de Uxul estuvo estrechamente vinculada con la ciudad maya de Calakmul y su gobierno, la dinastía Kaan, que mantenía una fuerte hegemonía política a lo largo de toda la región del sur de Campeche.

## Ubicación
Uxul se ubica al sur de Campeche en la Reserva de la Biosfera de Calakmul entre espesa vegetación selvática a aproximadamente 32 km al sur de la ciudad maya de Calakmul.

## Hallazgos arqueológicos
En Uxul se han descubierto una gran cantidad de restos humanos que incluyen cráneos, esqueletos completos y osamentas con un destacado nivel de conservación dentro de varias tumbas que conservan entierros funerales, siendo uno de los hallazgos mejores conservados de toda el área maya.

### Tumba 1 del edificio K2
Dentro de la estructura identificada como K2, se descubrió una tumba intacta perteneciente a un personaje importante con el título ch'ok, un cargo jerárquico de la nobleza similar a príncipe. Al interior de la tumba el esqueleto se encontraba rodeado de varias piezas cerámicas  a modo de ofrenda entre las que destacan cuatro vasijas con inscripciones jeroglíficas y cuatro platos finamente decorados.

### Entierro múltiple de Uxul
Dentro de una fosa común con osamentas pertenecientes a prisioneros de guerra, su buena conservación en cuanto a contenido óseo y tejidos orgánicos ha permitido determinar que estos habrían sido violentamente torturados y ejecutados, bajo una forma de violencia ritual que incluía desmembramientos y decapitaciones. De acuerdo a los análisis antropológicos, estos cautivos provenían de una zona cercana al río Usumacinta en Chiapas y fueron capturados bajo un contexto bélico.

## Historia
La edificación de Uxul se remonta al periodo preclásico aunque su mayor desarrollo se dio durante el periodo clásico y el clásico tardío, por sus hallazgos arqueológicos se sabe que Uxul estuvo fuertemente relacionado con Calakmul, estado maya que dominaba la región a manera de potencia, en particular Uxul muestra tener una notable y cercana dependencia a la dinastía Kaan de Calakmul lo que le brindó a la ciudad y a sus gobernantes un gran poder y prestigio. 
En el panel 4 localizado dentro la estructura K2 se plasma a Yuknoom Yich’aak K’aak’, gobernante de Calakmul jugando al juego de pelota mesoamericano en la cancha de Uxul junto a un registro calendárico que data este evento en la fecha en cuenta larga de 9.13.2.17.1. 3 imix 19 kumk’uj correspondiente al 9 de febrero del año 695 d. C. siendo también la última mención conocida de este gobernante antes de su muerte.
Las últimas fechas localizadas en los registros de Uxul durante su ocupación prehispánica están labradas con la fecha en cuenta larga de 9.14.0.0.0 que corresponde al año 711 d. C. a pocos años del comienzo de la decadencia de la dinastía Kaan.
Uxul fue descubierto en 1934 durante una de las expediciones al sur de Campeche efectuadas por Karl Ruppert y John Dennison donde registraron la existencia de varios montículos, estelas y construcciones en la zona.